# Ricardo Busquets
Ricardo J. Busquets Healey (Ponce, 3 d'octubre de 1974) és un nedador porto-riqueny d'estil lliure, retirat de l'activitat competitiva. Busquets ha estat l'únic nedador porto-riqueny a guanyar una medalla d'un campionat mundial de natació, tant en piscina curta com a olímpica. Va participar en quatre Jocs Olímpics consecutius, a partir de Barcelona 1992. Busquets ha estat múltiple medallista dels Jocs Centroamericans i del Carib, acumulant un total de 24 medalles, sent el porto-riqueny amb més medalles en aquests jocs i el segon a nivell general. Es va retirar després de la seva participació en els jocs Centroamericans i del Carib de Cartagena del 2006, on va aconseguir guanyar quatre medalles de bronze. El 9 d'octubre de 2011, Busquets va ser reconegut com a membre del Pavelló de la Fama de l'Esport Porto-riqueny.